# Boletellus ananas
Espèce
Synonymes
- Boletellus ananas var. ananas (M.A. Curtis) Murrill[2]
- Boletellus ananas var. crassotunicatus Singer[2]
- Boletellus ananas var. minor Singer[2]

Boletellus ananas, littéralement Petit bolet ananas, est une espèce de champignons du genre Boletellus dans la famille des Boletaceae, proche parent des cèpes. Ce petit champignon au pied de couleur blanche possède un chapeau rose légèrement filandreux rappelant la peau de l'ananas. Il n'est pas recensé à ce jour comme champignon comestible.